# Хејзел (Кентаки)
Хејзел (енгл. Hazel) град је у америчкој савезној држави Кентаки.

## Демографија
По попису из 2010. године број становника је 410, што је 30 (-6,8%) становника мање него 2000. године.
| Група             | 2000.       | 2010.       |
| Белци             | 408 (92,7%) | 363 (88,5%) |
| Афроамериканци    | 31 (7,0%)   | 23 (5,6%)   |
| Азијати           | 0 (0,0%)    | 6 (1,5%)    |
| Хиспаноамериканци | 0 (0,0%)    | 12 (2,9%)   |
| Укупно            | 440         | 410         |